# Believe in you (dreamの曲)
「Believe in you」（ビリーブ・イン・ユー）は、2001年2月28日に発売されたdream7枚目のシングル。
品番：AVCD-30227

## 概要
- 1枚目のアルバム『Dear…』からのリカットシングル。
- 「Believe in you」は、NTV系『ZZZ ろみひー』エンディング・テーマ。
- 「My will （sweet dream mix）」は、森永製菓「チュッパチャプス」CMソング。
- 第2期メンバーが加入する前のシングルでは一番売り上げが低い。

## 収録曲
1. Believe in you （Original Mix）
作詞：松室麻衣　作曲・編曲：五十嵐充
2. My will （sweet dream mix）
3. Believe in you （Instrumental）

## シングル・ビデオ
2001年4月4日には同曲のシングル・ビデオが発売されている。品番はVHSがAVVD-90108、DVDがAVBD-91053。
収録内容
1. Believe in you（Promotion Video Clip）
2. Believe in you（15sec.TV SPOT）
3. Believe in you（30sec.TV SPOT）